# Hans Bauer (politicus)
Johannes Cornelis (Hans) Bauer (Amsterdam, 15 september 1940 - 5 maart 2020) was een Nederlands politicus van D66.
In 1982 kwam hij in de gemeenteraad van Zeist en vanaf mei 1990 was hij daar wethouder. In september 1997 werd Bauer burgemeester van de Zuid-Hollandse gemeente Reeuwijk wat hij tot zijn vervroegde pensionering in oktober 2004 zou blijven.
In 2020 overleed hij op 79-jarige leeftijd.

## Familie
Zijn betovergrootvader Cornelis Brack was van 1842 tot april 1867 burgemeester van Reeuwijk, diens zoon Frits Brack van 1867 tot en met 1917. De vader van Cornelis, Guillaume Brack was van 1804 t/m 1811 schout en maire van Reeuwijk.